# Zaakvak
Onder zaakvakken wordt de verzameling van de volgende vakken verstaan: maatschappijleer, economie, geschiedenis, godsdienst/levensbeschouwing, filosofie en aardrijkskunde. Biologie wordt soms ook tot de zaakvakken gerekend. In het Nederlandse onderwijs vallen de zaakvakken onder de kerndoelen 36 tot en met 47. 
De indeling zaakvak valt niet samen met de indeling alfa-, bèta- of gammawetenschap. Wel kan worden gezegd dat de zaakvakken te vinden zijn bij de alfa- en gammawetenschap, met uitzondering van de talen.
Kenmerk van de zaakvakken is dat ze erg talig zijn. Leerlingen met dyslexie scoren op deze vakken vaak minder goed.